# Liga LEB 2006-07
La edición 2006-07 de la liga LEB fue la undécima edición de la máxima categoría de la Liga Española de Baloncesto. 

## Clasificación liga regular
| #  | Equipos                   | J  | G  | P  | PF    | PC    | Ascenso o descenso              |
| -- | ------------------------- | -- | -- | -- | ----- | ----- | ------------------------------- |
| 1  | Alerta Cantabria          | 34 | 23 | 11 | 2.615 | 2.517 | Playoff de ascenso a la ACB     |
| 2  | Climalia León             | 34 | 22 | 12 | 2.723 | 2.605 | Playoff de ascenso a la ACB     |
| 3  | Basket CAI Zaragoza       | 34 | 21 | 13 | 2.855 | 2.796 | Playoff de ascenso a la ACB     |
| 4  | Villa de Los Barrios      | 34 | 20 | 14 | 2.725 | 2.617 | Playoff de ascenso a la ACB     |
| 5  | Ricoh Manresa             | 34 | 19 | 15 | 2.766 | 2.682 | Playoff de ascenso a la ACB     |
| 6  | Drac Inca                 | 34 | 19 | 15 | 2.837 | 2.791 | Playoff de ascenso a la ACB     |
| 7  | Palma Aqua Mágica         | 34 | 19 | 15 | 2.731 | 2.689 | Playoff de ascenso a la ACB     |
| 8  | Ciudad de Huelva          | 34 | 18 | 16 | 2.638 | 2.614 | Playoff de ascenso a la ACB     |
| 9  | Leche Río Breogán         | 34 | 17 | 17 | 2.745 | 2.737 |                                 |
| 10 | Plus Pujol Lleida         | 34 | 17 | 17 | 2.588 | 2.626 |                                 |
| 11 | UB La Palma               | 34 | 16 | 18 | 2.678 | 2.722 |                                 |
| 12 | CB L'Hospitalet           | 34 | 16 | 18 | 2.759 | 2.775 |                                 |
| 13 | Melilla Baloncesto        | 34 | 15 | 19 | 2.507 | 2.521 |                                 |
| 14 | Tenerife Rural            | 34 | 14 | 20 | 2.625 | 2.668 |                                 |
| 15 | Autocid Ford Burgos       | 34 | 13 | 21 | 2.639 | 2.719 |                                 |
| 16 | Calefacciones Farho Gijón | 34 | 13 | 21 | 2.566 | 2.701 | Playoffs de descenso a la LEB 2 |
| 17 | Aguas de Gandía Valencia  | 34 | 13 | 21 | 2.774 | 2.862 | Playoffs de descenso a la LEB 2 |
| 18 | CB Tarragona              | 34 | 11 | 23 | 2.603 | 2.732 | Descenso directo a la LEB 2     |

## Playoffs de ascenso a la ACB
|  | Cuartos | Cuartos              | Cuartos |                     |   | Semifinales      | Semifinales | Semifinales |  |   | Final         | Final | Final |  |
|  |         |                      |         |                     |   |                  |             |             |  |   |               |       |       |  |
|  |         |                      |         |                     |   |                  |             |             |  |   |               |       |       |  |
|  | 1       | Alerta Cantabria     | 1       |                     |   |                  |             |             |  |   |               |       |       |  |
|  | 1       | Alerta Cantabria     | 1       |                     |   |                  |             |             |  |   |               |       |       |  |
|  | 8       | Ciudad de Huelva     | 3       |                     |   |                  |             |             |  |   |               |       |       |  |
|  | 8       | Ciudad de Huelva     | 3       |                     | 8 | Ciudad de Huelva | 0           |             |  |   |               |       |       |  |
|  |         |                      |         |                     | 8 | Ciudad de Huelva | 0           |             |  |   |               |       |       |  |
|  |         |                      | 5       | Ricoh Manresa       | 3 |                  |             |             |  |   |               |       |       |  |
|  | 4       | Villa de Los Barrios | 5       | Ricoh Manresa       | 3 | 0                |             |             |  |   |               |       |       |  |
|  | 4       | Villa de Los Barrios |         |                     |   |                  |             |             |  |   |               |       |       |  |
|  | 5       | Ricoh Manresa        | 3       |                     |   |                  |             |             |  |   |               |       |       |  |
|  | 5       | Ricoh Manresa        | 3       |                     |   |                  |             |             |  | 5 | Ricoh Manresa | 1     |       |  |
|  |         |                      |         |                     |   |                  |             |             |  | 5 | Ricoh Manresa | 1     |       |  |
|  |         |                      | 2       | Climalia León       | 0 |                  |             |             |  |   |               |       |       |  |
|  | 2       | Climalia León        | 2       | Climalia León       | 0 | 3                |             |             |  |   |               |       |       |  |
|  | 2       | Climalia León        |         |                     |   |                  |             |             |  |   |               |       |       |  |
|  | 7       | Palma Aqua Mágica    | 2       |                     |   |                  |             |             |  |   |               |       |       |  |
|  | 7       | Palma Aqua Mágica    | 2       |                     | 2 | Climalia León    | 3           |             |  |   |               |       |       |  |
|  |         |                      |         |                     | 2 | Climalia León    | 3           |             |  |   |               |       |       |  |
|  |         |                      | 3       | Basket CAI Zaragoza | 2 |                  |             |             |  |   |               |       |       |  |
|  | 3       | Basket CAI Zaragoza  | 3       | Basket CAI Zaragoza | 2 | 3                |             |             |  |   |               |       |       |  |
|  | 3       | Basket CAI Zaragoza  |         |                     |   |                  |             |             |  |   |               |       |       |  |
|  | 6       | Drac Inca            | 0       |                     |   |                  |             |             |  |   |               |       |       |  |
|  | 6       | Drac Inca            | 0       |                     |   |                  |             |             |  |   |               |       |       |  |
|  |         |                      |         |                     |   |                  |             |             |  |   |               |       |       |  |

## Playoffs de descenso
|  | 16 | Farho Gijón       | 2 |  |
|  | 16 | Farho Gijón       | 2 |  |
|  | 17 | Aguas de Valencia | 3 |  |
|  | 17 | Aguas de Valencia | 3 |  |

Calefacciones Farho Gijón, descendió a la LEB Plata.